# Homolocha hypenistis
Homolocha hypenistis là một loài bướm đêm trong họ Noctuidae.